# Chauvency-le-Château

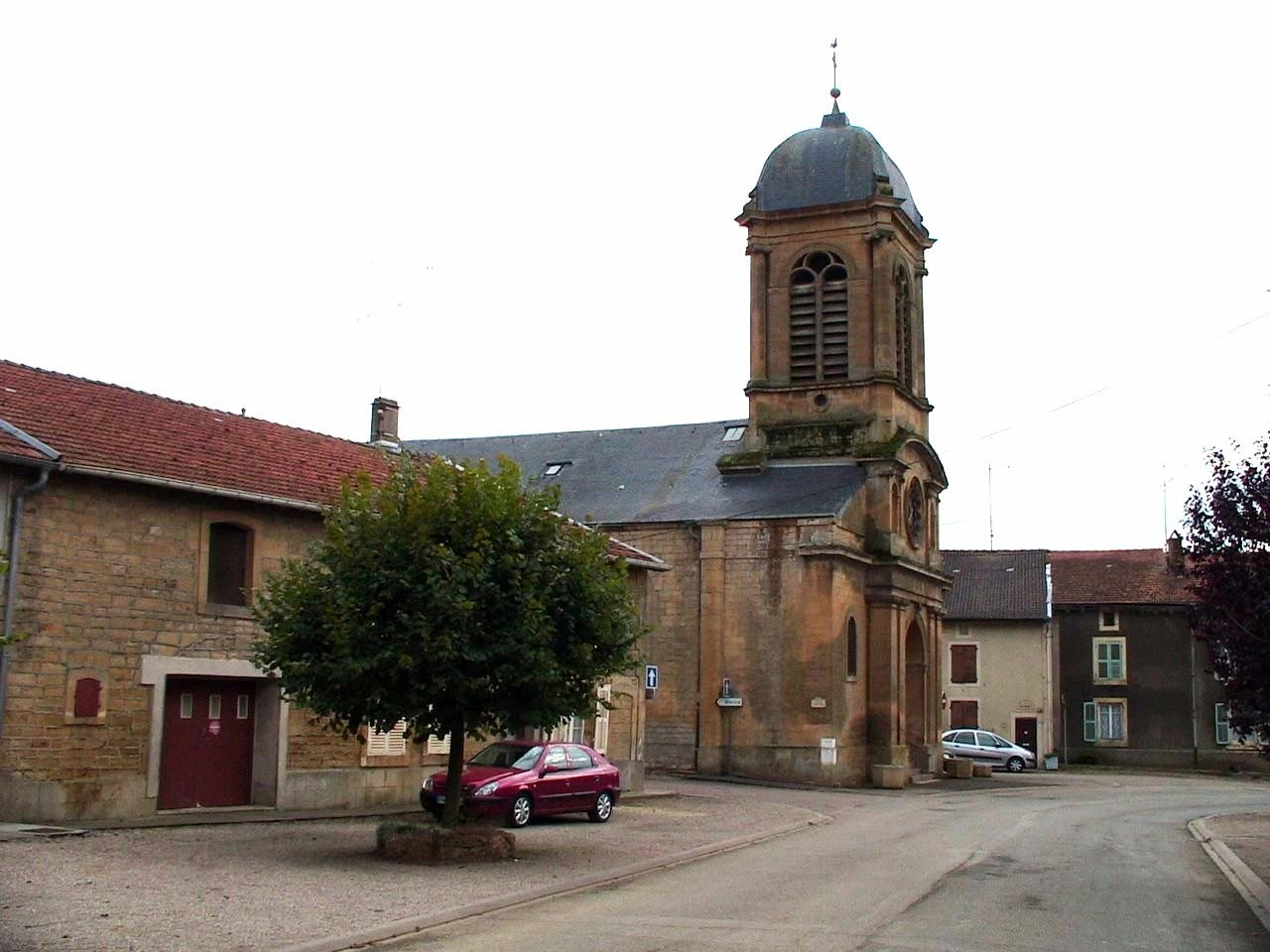
Chauvency-le-Château

Chauvency-le-Château là một xã thuộc tỉnh Meuse trong vùng Grand Est đông nam nước Pháp. Xã này nằm ở khu vực có độ cao trung bình 181 mét trên mực nước biển.